# Eine Frau ohne Bedeutung
Eine Frau ohne Bedeutung (im Original A Woman of No Importance) ist eine Komödie von Oscar Wilde, die 1893 veröffentlicht wurde.

## Zusammenfassung
Das Stück spielt Ende des 19. Jahrhunderts auf einem englischen Landsitz (Hunstanton Chase). Dort findet sich eine Gesellschaft zusammen: Lord Illingworth, Hester Worsley, Mrs. Allonby, Gerald Arbuthnot, Erzdiakon Daubeny, Mr. Kelvil, Lord Alfred Rufford, das Ehepaar Pontefract, Lady Stutfield, die Besitzerin des Landsitzes Lady Jane Hunstanton und einige Bedienstete.
Der einfache Bankangestellte Gerald Arbuthnot erhält von Lord Illingworth das verlockende Angebot, sein Privatsekretär zu werden. Später stößt Geralds Mutter, Rachel Arbuthnot, zur Gesellschaft hinzu. Sie versucht Gerald davon abzubringen, Lord Illingworths Privatsekretär zu werden, weil dieser ihr Leben zerstört hat. Sie hatte ein Kind (Gerald) von Illingworth bekommen, doch Lord Illingworth weigerte sich, sie zu heiraten. Daraufhin hat sie ihn verlassen und ihr Kind allein aufgezogen, was Gerald jedoch nicht bekannt ist.
Zum Schluss (der im Haus von Mrs. Arbuthnot spielt) entschließt sich Gerald, nachdem er die Wahrheit über Lord Illingworth erfahren hat, nicht mit ihm wegzugehen. Stattdessen heiratet er Hester Worsley und zieht mit ihr und seiner Mutter in die USA.

## Figuren des Stücks
- Lord Illingworth: ein etwa 45 Jahre alter, sehr reicher und intelligenter Adliger, der sich nur für die schönen Seiten des Lebens interessiert. Er ist ein Frauenheld und will niemals heiraten.
- Rachel Arbuthnot: hat von Lord Illingworth ein uneheliches Kind, das sie allein aufziehen musste. Lebt in sehr bescheidenen Verhältnissen, liebt ihren Sohn aber abgöttisch. Sie hasst Lord Illingworth über alles, weil er sie damals nicht geheiratet hat. Sie ist etwa 40 Jahre alt.
- Gerald Arbuthnot: der etwa 20 Jahre alte uneheliche Sohn von Rachel Arbuthnot und Lord Illingworth. Er arbeitet als einfacher Bankangestellter und verliebt sich in Hester Worsley. Zuerst ist er von Lord Illingworth begeistert, was sich aber im Laufe des Stücks ändert.
- Hester Worsley: 18 Jahre alt und sehr hübsch. Sie kommt aus den USA und ist Waise, ihre Eltern waren aber sehr reich. Sie kritisiert ständig den englischen Adel.
- Mrs. Allonby: unglücklich verheiratet und etwa 40 Jahre alt.
- Erzdiakon Daubeny: glücklich verheiratet und etwa 70 Jahre alt.
- Mr. Kelvil: ein 45 Jahre alter Parlamentsabgeordneter, der sich für Emanzipation und die Armen einsetzt. Er ist verheiratet und hat 8 Kinder.
- Jane, Lady Hunstanton: eine etwa 60 Jahre alte Witwe. Besitzerin von Hunstanton Chase.
- Lady Caroline Pontefract: etwa 55 Jahre alt und bereits zum fünften Mal verheiratet. Ihre Einstellung ist sehr konservativ, außerdem ist sie sehr eifersüchtig.
- Sir John Pontefract: ebenfalls etwa 55 Jahre alt. Interessiert sich sehr für Lady Stutfield.
- Lady Stutfield: eine 25 Jahre alte attraktive Dame.
- Lord Alfred Rufford: ein verschuldeter, 50 Jahre alter englischer Adliger.

## Verfilmungen
- 1936: Eine Frau ohne Bedeutung – Regie: Hans Steinhoff
- 1964: Eine Frau ohne Bedeutung – Regie: Wolfgang Glück (Fernsehfilm)
- 1969: Eine Frau ohne Bedeutung – Regie: Georg Wildhagen (Fernsehfilm)